# Білоруська народна партія
Білоруська народна партія  — політична партія демократичного напрямку. Утворена 5 листопада 1994.  Керівний орган між з'їздами - ЦК партії. 
Основні цілі: побудова унітарної, демократичної, суверенної держави соціально орієнтованого ринкового характеру; розвиток демократії; захист власності і свободи підприємництва; включення економіки Білорусі в народно-господарські процеси на основі проведення політичних, економічних і державно-правових реформ; забезпечення гарантій цивільних прав і свобод кожної людини. 
На парламентських виборах 1995 партія отримала 1 мандат. Після конституційної кризи 1996 і розформування Верховної Ради XIII скликання, депутат від партії В. Терещенко, незважаючи на висловлювання бажання працювати у складі Палати представників, опинився за межею 110 депутатів нового парламенту.  Після вищеописаних подій, партія де-факто припинила існування. 
У 1999 р. партія не пройшла перереєстрацію.